# 若元春港
若元春 港（わかもとはる みなと、1993年10月5日 - ）は、福島県福島市出身（出生地は愛知県名古屋市）で荒汐部屋所属の現役大相撲力士。本名は大波 港（おおなみ みなと）。身長187cm、体重150kg。血液型はO型。最高位は東関脇（2024年5月場所、2025年1月場所）。

## 来歴

### 生い立ち・アマチュア時代
祖父は小結・若葉山貞雄（時津風部屋・12代錣山）、父は幕下・若信夫（立田川部屋・最高位は西幕下51枚目）、兄は幕下・若隆元、弟は幕内・若隆景という相撲一家に生まれる。
生まれた時は3800グラム。3兄弟の中で最も運動神経がよく、水たまりがあるとバシャバシャ入っていき、木登りをするような活発な子どもであった。兄弟とともに小学2年生から相撲を始める。他にソフトボールと柔道もやっていた。他方、絵を描くことや物づくりなども得意で、温厚で優しい性格だったという。
中学から相撲一本に絞ったが、実際には相撲は嫌いで、幕下時代の雑誌『相撲』の記事には「祖父に憧れて相撲を始めた」とあるが、本人は角界入りした辺りで「本当は嫌いだったんだよね」と父に吐露している。
稽古熱心だった兄と弟がどんどん稽古メニューをこなす隣で、すぐに泣きごとを言っていた。その一方で、小学校の卒業文集には「名前を言えば誰でも分かってくれるような力士になりたい」と書いている。稽古熱心ではなかったが、相撲のセンスは3兄弟の中で最もよく、大会では一番よい成績を残している。
小学校から左四つで取っていたが、中学校3年生の5月の大会で、ウォーミングアップ中に父親から「ちょっと突っ張ってみろよ」と言われると、いきなり突き押しのような相撲を取り、8強まで勝ち上がった。だが、本人には特に勝ちたいという意欲があったわけではなく、大会で「勝てばマンガを買ってやる」と言われれば苦もなく勝つが、ご褒美がないとあっさり負けていたという。
父親は「やれば勝って成績がでるから。相撲が後からついてくる感じ。もともといいものをもっているんです。だからこそ、つらくてもやめるにやめられなかったのでしょうね」と述懐している。
兄に続いて学法福島高時代に、特待生で入学。3年連続でインターハイ個人に出場し、3年生の時に東北大会準優勝の実績を残した。

### 大相撲入門後
高校在学中に東日本大震災に被災した時に兄が入門していた荒汐部屋で1ヶ月間の避難生活を送った経験があり、部屋の恩に報いる意味も込めて高校卒業前に荒汐部屋で初土俵を踏む。
力士の血筋に加えて3兄弟の中でも最も大きい筋肉質な体を活かした突き押しを操り2011年11月場所の前相撲を1番出世を果たした。同場所のみ荒大波を名乗り、翌2012年1月場所には後援者の命名で「金剛力士像のように」との思いが込められた剛士に四股名を改名。この1月場所に序ノ口優勝を収め、初土俵から所要6場所で幕下へ初昇進するなど幸先の良いスタートを切った。
2013年5月場所は4番相撲からの途中出場となって3勝1敗3休の成績に甘んじるも、翌7月場所は幕下優勝を果たし、大相撲八百長問題で解雇された後に裁判の結果無実を証明して1年半ぶりに本場所へ復帰した部屋の関取の蒼国来に花を添える形となった。同年9月場所は自己最高位の東幕下7枚目に昇進した。
2014年からは幕下の中位から下位に推移した。2014年5月場所頃の相撲は右半身が使えておらず、師匠の7代荒汐も「稽古をしない」と漏らしていた。
2015年3月場所は三段目に陥落し、同年11月場所は全休となった。
2016年1月場所に復帰し、5勝2敗と勝ち越しを収めた。しかし、7代荒汐に怪我で落ちた地位で2番負けたことについて言われ、本人も2番落としたことを反省していた。以降、勝ち越しを7場所連続で決めて、2017年3月場所は西幕下5枚目と勝ち越せば番付運次第で関取昇進が有り得る地位にまで昇進。この場所は6番相撲まで3勝3敗であったが7番相撲の舛の勝戦で敗れて3勝4敗と勝ち越しとはならなかった。
同年5月場所より、弟の入門に合わせて四股名を「若元春」に改名。由来は三子教訓状で知られる戦国武将・毛利元就の3人の息子たち。その中の次男の吉川元春で、同時に兄も毛利隆元（吉川元春の兄）から名前を取り「若隆元」と改名、弟は小早川隆景（吉川元春の弟）から名前を取り「若隆景」とした。「若」の字は、祖父の若葉山と父の若信夫から来ている。
同時期以降は十両昇進を伺う番付での土俵が続き、2018年7月場所では自己最高位を更新する西幕下4枚目に番付を伸ばしたが、この場所は2勝5敗で跳ね返された。2019年1月場所前の正月前後、直近3年から4年の間稽古に身が入っていないところを兄弟子の蒼国来から「もっと自分のことを考えろ」と発破をかけられ目が覚めた。その1月場所では西幕下3枚目の地位で7戦全勝を果たし、翌3月場所の新十両昇進を確定させた。幕下優勝を果たした際には「1場所で落ちることのないようにしたい」と語った。場所後に開かれた番付編成会議で正式に新十両昇進が決定し、先に十両に上がっていた弟の若隆景と合わせて、史上20組目の兄弟関取となった。昇進に際して師匠は「3年は遅かった」と出世のもたつきを指摘した。2月2日に都内で行われた自身の祝賀会では、師匠の7代荒汐から「紋付きはかま姿で5月場所の東京に戻ってこられるよう頑張ってほしい（5月場所も十両で迎えて欲しい、という意味）」と奮起を促され、出身高校の松原光校長からは化粧廻しの目録が手渡された。
東日本大震災から8年となる3月場所2日目、震災が発生した午後2時46分ごろに花道から土俵に向かい、この日は安美錦を寄り倒しで破った。その場所は5勝10敗と十両の壁に跳ね返され、翌5月場所は幕下に逆戻りとなった。3場所の幕下暮らしを経て11月場所に十両に復帰。6勝1敗で終えた9月場所は7番相撲のうっちゃりでの白星にも「あんな相撲じゃ、来場所はダメ。番付に負けない相撲を取りたい」と反省しきりであった。同年11月7日、暴力根絶に尽力すべき協会員として不謹慎な内容の動画をInstagramにアップロードしたとして阿炎と共に協会に始末書を提出し、9日に口頭で注意を受けることになったことが分かった。この日は時津風一門会が行われており、師匠の7代荒汐が翌年3月末に迎える定年退職の挨拶のなかで謝罪をしたという。同月9日に相撲協会に始末書を提出して謝罪、八角理事長と鏡山危機管理部長から口頭で厳重注意を受けた。
師匠の定年直前の場所である2020年3月場所は東十両11枚目の地位で土俵に上がり、8勝7敗の勝ち越しを記録。定年退職する師匠への餞別として勝ち越しを捧げた格好となった。
2021年1月1日、日本相撲協会は荒汐部屋で師匠の8代荒汐と若元春、幕下以下の力士合わせて11人が新型コロナウイルスに感染したことを発表した。前日（2020年12月31日）に若隆景が新型コロナウイルス感染症と診断されたため、荒汐部屋所属の24名が濃厚接触者としてPCR検査を受けたという。同年1月場所はこの影響により全休した。翌3月場所の番付は事情が考慮されて、全休ながら1枚降下に留まった。
西十両筆頭で迎えた同年11月場所は11勝4敗として翌2022年1月場所の新入幕が確定し、弟の若隆景との兄弟幕内が誕生することとなった。兄弟幕内力士となることに対しては「お互いに自分の相撲でいっぱいいっぱい。アドバイスする余裕なんてない。弟の相撲を研究する時間があれば、自分の相撲を考えた方がいい」とコメント。新入幕会見では「不安8割くらい。自分の実力が通じるのか…。十両で足踏みして通用するか自信がない」とネガティブな一面も見せた。祖父の命日の1月17日である場所9日目には弟の若隆景と共に白星を獲得。
新入幕から3場所連続で9勝6敗と勝ち越し、初の上位対戦圏内の東前頭4枚目で迎えた7月場所では、5日目に大関・正代を破る殊勲の星を手にした。さらにその場所の中日で横綱・照ノ富士と初対戦。2分を超える熱戦の最中、自身の廻しが緩んだのに対し廻し待ったで止めに入ろうとした41代式守伊之助に気づかず、照ノ富士が待ったに気づき力を抜いたところを寄り切り。協議の末行司が止めに入る直前の形からやり直すことになり、照ノ富士に数秒で下手投げで敗れ、初金星は幻のものとなってしまった。この取組について、若元春は「悔しさもあまりなくて、力を出し切った、頑張ったなという感じ」「皆さんまわし待ったのほうにばっかり目が行っていて、僕らが頑張ったっていうほうが薄れてしまっているので、頑張ったほうを見てほしいですよね（笑）」と振り返っている。
9月場所前の9月1日、若隆景と稽古で8番取って1番も勝てないなど、力量差が表れた。この場所は自身初の幕内2桁白星を目標に掲げた。その9月場所は10勝5敗と自身初の幕内2桁勝利を宣言通り達成した。千秋楽には「これより三役」に抜擢され、若隆景と並んで兄弟での三役揃い踏みとなった。兄弟そろっての三役揃い踏みは、98年秋場所の若乃花、貴乃花以来24年ぶりであった。しかし若元春は所作を間違えてしまい、さらには、「これより三役」の時には、既に取り終えた力士はすべて支度部屋に戻ってしまうため、次の取組に出る若隆景に水をつけねばならないのに、それも忘れて控えに戻ってしまった。その時のことについて、若元春は「前の日に（過去の三役揃い踏みの）動画を見て、大丈夫だろうと思っていたけど、土俵に上がってみたら全然、忘れてしまいました」「緊張もあってもう訳が分からなかったです」と心境を語っている。
前頭四枚目で迎えた11月場所は10勝5敗と、2場所連続2桁を挙げ、翌2023年1月場所では小結に昇進。1992年3月場所の若花田・貴花田以来31年ぶりとなる兄弟同時三役となった。兄弟三役は4組目、兄弟同時三役は3組目である。この場所は3連敗スタートだったものの、最終的に9勝6敗と勝ち越した。
2023年3月場所は優勝争いに加わり、13日目終了時点で10勝3敗に位置していた。その日の取組後には「三役として2桁勝利は最低限のハードルと思っている。それをクリアできたとは思うが、ここからさらに星を伸ばせるようにしたい」と優勝争いにも絡む残り2日へ、気持ちをこめた。14日目に豊昇龍に敗れ、優勝争いからは脱落したが、千秋楽はこれまで勝利したことがなかった琴ノ若をうっちゃりで破り、11勝4敗まで星を伸ばした。
5月場所は関脇に昇進し、若隆景と共に史上4組目の兄弟関脇となった。その5月場所では、14日目の貴景勝戦で10勝目を挙げ、7月場所が大関取りの場所となる可能性が生まれた。千秋楽では、三賞選考委員会で、条件なしでの技能賞が決定。勝った場合という条件付きで敢闘賞候補にも挙がったが、出席委員の過半数の得票に至らず受賞を逃した。千秋楽の取組では大栄翔に突き倒され完敗し、表情を曇らせ「こんな相撲を取っていたら、どうしようもない」と猛省した一方で、一門のライバルとなる霧馬山の大関昇進は「大きな刺激」と前向きに話した。千秋楽の取組後、佐渡ヶ嶽審判部長は、豊昇龍、大栄翔と共に7月場所が大関取りの場所となると明言。9月場所に最大5大関体制となり得るという飽和状態も歓迎する方針を示した。7月場所前の部屋の下諏訪町夏合宿では、6月16日に3週間ぶりに稽古再開したばかりの霧島と10番取って3勝7敗と分が悪く、本人も「（状態は）悪くない。体も動いているけど根本的に地力が足りてない」と現状を分析していた。7月場所前の大関取りに向けた会見では、大関のイメージとして子供の頃に見ていた魁皇、千代大海を挙げ「あの強い大関に並べるかと思ったらまだまだだと思う」と地位への拘りがない様子を見せた。29日には、稽古中に腰の痛みを訴え、相撲を取る稽古も計18番で5勝13敗と不調な様子であった。7月場所では、12日目の霧島戦で4敗目を喫し、これにより「直近3場所で三役の地位で33勝」をこの場所に達成することは不可能となった。14日目に豊昇龍に敗れて5敗となったものの、千秋楽に勝てば10勝5敗と3場所連続で2桁に乗る可能性があったが、14日目終了時点で、佐渡ケ嶽審判部長は「（若元春、大栄翔の大関昇進は）厳しいですね」とコメント。また、この日の豊昇龍戦では立合いで変化しており、八角理事長は「大関としてやっていけるかどうかの見極めで、こういう大関を見たいと思いますか? お客さんが納得できると思いますか?」「33勝したからといって上げて良いのかなと思いますよ。終盤に来ての印象が悪すぎる。内容ですよ、内容」と激怒。千秋楽にも朝乃山に敗れ、9勝6敗と2桁勝利に届かなかった。11月場所は西関脇の地位で6勝9敗と負け越し、2024年1月場所には東前頭筆頭まで番付を下げた。この場所2日目には照ノ富士から寄り切りで自身初となる金星を獲得。この場所は10勝5敗で取り終えて、2日目の金星が評価され自身初の殊勲賞を受賞した。3月場所と5月場所は関脇を務めたが、5月場所は右足親指の靱帯損傷による途中休場もあって成績が振るわず、7月場所では平幕に落ちた。その後11月場所で小結に復帰し、2025年1月場所では関脇で臨んだが、負け越して再び平幕に落ちた。7月場所では2日目に豊昇龍を破る金星を挙げた。

## 取り口
得意手は左四つ、寄りで、左を差すと十分に力を発揮する。
花田虎上によると、引きつけて前に出る若元春の力は相当なもので、まわしを切るのもうまいとのこと。
2022年8月11日の夏巡業古河場所では「相撲の型は決まっている。左四つなので、そこに持っていくまでの相撲を強化したい」と左四つのさらなる強化をテーマに掲げた。
2023年5月場所中に八角理事長は若元春の左差し右おっつけという確固たる型を評価しており、場所4日目の琴ノ若との迷いの無い相撲を「右をおっつけながら上手を取る攻めが速い。絞り上げた」と評価した。
2022年頃からは、近年では珍しい技の一つとされるうっちゃりも得意手の1つに入った。2023年5月場所11日目の北青鵬戦でもうっちゃりを決め、これには八角理事長（元横綱・北勝海）も「力強いね、若元春は」と豪快に勝負を決めたそのパワーに驚いた。一方花田虎上は「右を引っ張り込んでばかりだと相手も慣れてしまうので、もう1つ2つの攻め手があれば、もっと強くなるでしょう」と注文を付けた。場所後、元武蔵丸の武蔵川親方は立合いで当たり負けずに自分の型に持って行く力強い左四つの相撲を「若元春は、焦らなくとも大関になるよ」評価している。
しかし三役に定着し出した2023年頃からは左四つに組みながら敗れる相撲が目立ち始め、逆に押し相撲に頼ることが多くなっている。2024年には年間の決まり手で押し出しが寄り切りを上回った。
2025年5月5日、「親方ちゃんねる」に2025年春巡業岸和田場所の現場で撮影した背筋力測定企画が公開されたが、自身は背筋力236kgを計測。

## 合い口
2025年7月場所終了現在
（以下、最高位が横綱・大関の現役力士）
- 横綱・豊昇龍には3勝13敗。豊昇龍の大関在位中は若元春の7敗。豊昇龍の横綱昇進後は1勝2敗。2025年7月場所で金星を獲得した。
- 横綱・大の里には2勝6敗。大の里の大関昇進後は1勝2敗、横綱昇進後は1敗。
- 大関・琴櫻には6勝11敗。琴櫻の大関昇進後は2勝6敗。
- 元大関・髙安には3勝7敗。（うち不戦勝1）髙安の大関在位中は対戦なし。
- 元大関・朝乃山には1勝3敗。朝乃山の大関在位中は対戦なし。
- 元大関・正代には4勝7敗。正代の大関在位中は1勝1敗。
- 元大関・御嶽海には4勝2敗。御嶽海の大関在位中は若元春の1勝。
- 元大関・霧島には5勝11敗。霧島の大関在位中は若元春の2勝3敗。

引退力士（横綱・大関）
- 元横綱・照ノ富士には1勝3敗。令和6年1月場所で金星を獲得。
- 元大関・栃ノ心には1勝3敗。
- 元大関・貴景勝には5勝5敗。（うち不戦勝1）

## 幕内対戦成績
| 力士名   | 勝数 | 負数 | 力士名   | 勝数 | 負数 | 力士名   | 勝数 | 負数  | 力士名   | 勝数 | 負数 |
| -------- | ---- | ---- | -------- | ---- | ---- | -------- | ---- | ----- | -------- | ---- | ---- |
| 碧山     | 4    | 1    | 安青錦   | 0    | 1    | 天空海   | 1    | 0     | 朝乃山   | 1    | 3    |
| 東龍     | 1    | 0    | 熱海富士 | 6    | 1    | 阿炎     | 6    | 11(1) | 石浦     | 1    | 0    |
| 一山本   | 3    | 1    | 宇良     | 10   | 2    | 遠藤     | 6    | 1     | 欧勝馬   | 2    | 2    |
| 阿武剋   | 0    | 1    | 阿武咲   | 4    | 1    | 王鵬     | 9    | 2     | 大の里   | 2    | 6    |
| 隠岐の海 | 1    | 0    | 霧島     | 5    | 11   | 金峰山   | 1    | 0     | 豪ノ山   | 5    | 3    |
| 琴恵光   | 2    | 1    | 琴櫻     | 6    | 11   | 琴勝峰   | 1    | 2     | 佐田の海 | 3    | 3    |
| 獅司     | 0    | 1    | 志摩ノ海 | 2    | 0    | 正代     | 4    | 7     | 湘南乃海 | 1    | 0    |
| 大栄翔   | 7    | 11   | 貴景勝   | 5(1) | 5    | 隆の勝   | 3    | 2     | 髙安     | 3(1) | 7    |
| 宝富士   | 2    | 0    | 尊富士   | 1    | 2    | 玉鷲     | 6    | 1     | 美ノ海   | 1    | 0    |
| 千代翔馬 | 2    | 0    | 千代大龍 | 1    | 2    | 千代丸   | 0    | 1     | 剣翔     | 2    | 1    |
| 照強     | 2    | 1    | 照ノ富士 | 1    | 3    | 栃ノ心   | 1    | 3     | 翔猿     | 13   | 4    |
| 錦木     | 6    | 2    | 錦富士   | 1    | 1    | 伯桜鵬   | 1    | 0     | 平戸海   | 3    | 4    |
| 豊昇龍   | 3    | 13   | 北青鵬   | 1    | 0    | 北勝富士 | 5    | 4     | 御嶽海   | 4    | 2    |
| 翠富士   | 5    | 1    | 妙義龍   | 4(1) | 0    | 明生     | 9    | 0     | 豊山     | 1    | 0    |
| 竜電     | 2    | 0    |          |      |      |          |      |       |          |      |      |

（カッコ内は勝数、負数の中に占める不戦勝、不戦敗の数、太字は2025年7月場所終了現在、現役力士）

## 人物
- 入門時の師匠である7代荒汐は「人の言うことを聞かないし、相撲で勝っても負けてもケロッとしている（笑）」と話している[63]。
- 兄の若隆元には「見かけは強そうに見えて，実はすっげービビり」で「逃げるやつを追いかけるのは早い」ところがクマに似ていると言われている[64]。
- のらりくらりとした性格で知られる。2022年7月場所前は場所成績次第で続く9月場所での三役昇進を狙うことができ、1992年3月場所の若花田・貴花田以来となる、若隆景との同時三役昇進が懸かっている状況であったが、「期待されてないんじゃないですか? 今いる番付が自分の最高だと思って、最高の相撲を取りきるだけです」とコメントし、「まだまだ全然（弟若隆景の）バーターですよ、優勝されちゃいましてバーター感、強まりましたよ」と笑って返した[65]。
  - それでも、三役に定着するにつれて「三役としての最低限のハードルは10勝と思っている」と発言するなど、のんびり屋で飄々とした性格に変化が見られている[66]。

## エピソード

### 趣味・嗜好
- 協会公式プロフィールによると、好きなアーティストはエド・シーランとAiko。好物は寿司。好きなお笑い芸人はチョコレートプラネット[67]。プロレスは『キン肉マン』を入り口に、WWE、新日本プロレスを中心に観戦[68]。2023年には女子プロレスラー・白川未奈率いるClubVenusの訪問を受けている[69]。
- プロレス観戦が趣味で、特にヒールレスラーが好き。支度部屋での風呂上りの際はよく鈴木軍のバスタオルを身に付け、Just 5 Guysのタイチと親交がある[1]。
- 好きなおでんの具はちくわぶ[70]。

### 取組・稽古・巡業関連
- 2022年5月場所5日目の宇良戦は、しぶとい相撲の宇良と本格的な左四つの若元春の左四つ対決ということで北の富士も話題として取り上げていた[71]。
- 三賞及び金星の経験がないまま関脇に昇進したのは、史上初の珍記録である。三賞経験のない関脇では鳳凰倶往がいたが、関脇に上がった時点で金星は2個獲得していた（生涯では3個獲得）。
- 2024年8月22日の夏巡業福島場所では若隆景との兄弟対決が組まれ（巡業は大相撲の公式戦ではないため、4親等以内との対決が組まれる）、大盛況となった[72]。

### その他相撲関連
- 2023年7月場所からは、美術系の学校卒業でデザイン関係の職業についていた経験のある母がデザインした、福島のフルーツの花をちりばめた郷土の化粧まわしを締めて幕内土俵入りに上がるようになった[73]。
- 新入幕を機に祖父の若葉山が締めていた物を再現したという獅子を想起させる化粧廻しを使用するようになった[74]。

### 家族関連
- 2023年4月、父親とともに「夏の特大!さんま御殿」に出演した。父親は若元春について「子どもの頃から厳しく指導したために自分を恨んでいる、何も報告しないし、プレゼントもない、厳しい指導があったから今があると言うと『自分の力だ』と返ってくる」と語った。さらに、取り組みの時に「LINEで『こういう相手だから気をつけろよ』」とアドバイスを送ると言うと、若元春は「既読はつけます」と、読んではいないと答えた。明石家さんまに「（自分も子どもがいるのだから）そしたら親のありがたみ、わかるやろ!」と説教されても、若元春は何も答えず、「29歳にして絶賛反抗期!」と報道されてしまった[75]。
- しかし、同年4月のNHKのインタビューで、父親の現役時代の四股名である若信夫を継ぐ気はないかと問われると、「ほんとは僕、十両に上がったら 継ぎたかったんですよ。 やっぱり、幕下までしか父親はいってないんで、 その名前をいっこあげるっていうのは、親孝行になるかなと思って」と語っており、実際の親子関係は良好の様である[76]。

## 主な成績
2025年7月場所終了現在
- 通算成績：457勝354敗28休 .564（81場所）
- 幕内成績：185勝142敗3休 .566（21場所）

### 各段優勝
- 幕下優勝：2回（2013年7月場所、2019年1月場所）
- 序ノ口優勝：1回（2012年1月場所）

### 三賞・金星
- 三賞：2回
  - 殊勲賞：1回（2024年1月場所）
  - 技能賞：1回（2023年5月場所）
- 金星：2個
  - 照ノ富士：1個（2024年1月場所）
  - 豊昇龍：1個（2025年7月場所）

### 場所別成績
| | 一月場所 初場所（東京） | 三月場所 春場所（大阪） | 五月場所 夏場所（東京） | 七月場所 名古屋場所（愛知） | 九月場所 秋場所（東京） | 十一月場所 九州場所（福岡） |
| --- | ----------------------- | ----------------------- | ----------------------- | --------------------------- | ----------------------- | --------------------------- |
| 2011年 （平成23年） | x                       | x                       | x                       | x                           | x                       | （前相撲）                  |
| 2012年 （平成24年） | 東序ノ口15枚目 優勝 7–0 | 西序二段10枚目 5–2      | 西三段目78枚目 6–1      | 西三段目20枚目 3–4          | 東三段目39枚目 6–1      | 西幕下54枚目 2–5            |
| 2013年 （平成25年） | 西三段目19枚目 3–4      | 東三段目34枚目 6–1      | 東幕下45枚目 3–1–3      | 東幕下55枚目 優勝 7–0       | 東幕下7枚目 2–5         | 西幕下19枚目 2–5            |
| 2014年 （平成26年） | 西幕下36枚目 3–4        | 西幕下43枚目 4–3        | 東幕下37枚目 4–3        | 西幕下29枚目 3–4            | 西幕下37枚目 3–4        | 西幕下46枚目 3–4            |
| 2015年 （平成27年） | 西幕下55枚目 3–4        | 西三段目6枚目 6–1       | 東幕下33枚目 3–4        | 東幕下44枚目 5–2            | 西幕下28枚目 2–5        | 東幕下46枚目 休場 0–0–7     |
| 2016年 （平成28年） | 西三段目26枚目 5–2      | 西三段目筆頭 6–1        | 東幕下29枚目 4–3        | 西幕下22枚目 4–3            | 西幕下16枚目 4–3        | 西幕下12枚目 4–3            |
| 2017年 （平成29年） | 東幕下8枚目 4–3         | 西幕下5枚目 3–4         | 西幕下9枚目 3–4         | 東幕下14枚目 3–4            | 西幕下18枚目 5–2        | 東幕下11枚目 4–3            |
| 2018年 （平成30年） | 西幕下6枚目 3–4         | 東幕下12枚目 4–3        | 東幕下10枚目 5–2        | 西幕下4枚目 2–5             | 西幕下14枚目 5–2        | 東幕下7枚目 4–3             |
| 2019年 （平成31年 /令和元年） | 西幕下3枚目 優勝 7–0    | 西十両10枚目 5–10       | 西幕下筆頭 3–4          | 西幕下5枚目 5–2             | 東幕下筆頭 6–1          | 西十両11枚目 5–10           |
| 2020年 （令和2年） | 西幕下筆頭 6–1          | 東十両11枚目 8–7        | 感染症拡大 により中止   | 東十両8枚目 9–6             | 東十両3枚目 6–9         | 西十両6枚目 8–7             |
| 2021年 （令和3年） | 東十両5枚目 休場 0–0–15 | 東十両6枚目 6–9         | 東十両9枚目 9–6         | 東十両3枚目 7–8             | 東十両3枚目 8–7         | 西十両筆頭 11–4             |
| 2022年 （令和4年） | 東前頭15枚目 9–6        | 西前頭9枚目 9–6         | 西前頭6枚目 9–6         | 東前頭4枚目 6–9             | 東前頭6枚目 10–5        | 東前頭4枚目 10–5            |
| 2023年 （令和5年） | 西小結2 9–6             | 東小結 11–4             | 西関脇2 10–5 技         | 西関脇2 9–6                 | 西関脇 9–6              | 西関脇 6–9                  |
| 2024年 （令和6年） | 東前頭筆頭 10–5 殊★     | 西関脇 9–6              | 東関脇 4–8–3            | 東前頭2枚目 6–9             | 西前頭3枚目 11–4        | 東小結 10–5                 |
| 2025年 （令和7年） | 東関脇 6–9              | 西前頭筆頭 9–6          | 東前頭筆頭 7–8          | 西前頭筆頭 6–9 ★            | x                       | x                           |
| 各欄の数字は、「勝ち-負け-休場」を示す。 優勝 引退 休場 十両 幕下 三賞：敢=敢闘賞、殊=殊勲賞、技=技能賞 その他：★=金星 番付階級：幕内 - 十両 - 幕下 - 三段目 - 序二段 - 序ノ口 幕内序列：横綱 - 大関 - 関脇 - 小結 - 前頭（「#数字」は各位内の序列） |                         |                         |                         |                             |                         |                             |

## 改名歴
- 荒大波 港（あらおおなみ みなと）2011年11月場所
- 剛士 港（ごうし みなと）2012年1月場所 - 2017年3月場所
- 若元春 港（わかもとはる みなと）2017年5月場所 -

## メディア出演

### テレビドラマ
- 大河ドラマ べらぼう〜蔦重栄華乃夢噺〜 第23回（2025年6月15日、NHK） - 関取 役[77]